# Сиратори, Тосио
Тосио Сиратори (яп. 白鳥敏夫; 8 июня, 1887, Тиба — 3 июня 1949, Токио, Япония) — японский дипломат, посол Японии в Италии (1938—1940), Швеции и Финляндии (1933—1936); один из четырнадцати военных преступников класса «А», почитающийся в святилище Ясукуни.

## Биография
С 1929 по 1933 год был директором информационного бюро при министерстве иностранных дел Японии.
С 1933 по 1933 год был чрезвычайным и полномочным послом Японии в Швеции и послом-нерезидентом в Финляндии.
С 1938 по 1940 год был назначен послом Японии в Италии, а в 1940 году стал советником министра иностранных дел Японии. Будучи сторонником военного экспансионизма, консультировал альянс нацистской Германии, Италии и Японии для содействия их мировому господству.
В ноябре 1948 года Международным военным трибуналом на Дальнем Востоке был признан виновным в заговоре с целью ведения агрессивной войны и приговорен к пожизненному заключению.
3 июня 1949 года умер в тюрьме от рака гортани.
17 октября 1978 года был одним из четырнадцати военных преступников класса «А», спорным образом попавшим в список почитаемых в святилище Ясукуни. В записке императора Хирохито, раскрытой в 2006 году, было обнаружено, что император с 1978 года до своей смерти в 1989 году прекратил посещать святилище Ясукуни в связи с тем, что «они [там] даже закрепили [для почитания] Мацуоку и Сиратори».

## Награды
- Орден Полярной звезды командор Большого креста (1939)